# Peridroma nigrocosta
Peridroma nigrocosta är en fjärilsart som beskrevs av Tutt 1892. Peridroma nigrocosta ingår i släktet Peridroma och familjen nattflyn. Inga underarter finns listade i Catalogue of Life.